# Première maison de Bourbon-Montpensier
Pour les articles homonymes, voir Maison de Bourbon-Montpensier.
 (juillet 2024).
Si vous disposez d'ouvrages ou d'articles de référence ou si vous connaissez des sites web de qualité traitant du thème abordé ici, merci de compléter l'article en donnant les références utiles à sa vérifiabilité et en les liant à la section « Notes et références ».
La maison capétienne des comtes de Bourbon-Montpensier est une branche de la maison capétienne de Bourbon dont l'auteur est Louis Ier de Montpensier.

## Filiation
Les princes de Bourbon qui furent comtes de Montpensier sont:
- Louis Ier le Bon, comte de Montpensier, de Clermont, de Sancerre et Dauphin d’Auvergne, seigneur de Mercœur et de Combrailles, fils de Jean Ier de Bourbon et de Marie de Berry
  - marié en premières noces en 1428 avec Jeanne († 1436), dauphine d'Auvergne et comtesse de Clermont
  - marié en secondes noces le 15 février 1442 avec Gabrielle de La Tour (+1486)
    - Gilbert (1443 † 1496), « Le Cte Dauphin », comte de Montpensier, archiduc de Sesse, dauphin d'Auvergne, seigneur de Mercœur et de Combrailles, Lieutenant-général du Poitou, Gouverneur de Paris et Île-de-France, vice-roi de Naples, fils du précédent et de Gabrielle de la Tour
      - marié en 1481 à Claire Gonzague de Mantoue (1464 † 1503)
        - 1496-1501 : Louis II (1483 † 1501), fils du précédent
        - 1501-1525 : Charles (1490 † 1527), comte de Montpensier (1501), dauphin d'Auvergne, duc de Bourbon, d'Auvergne, de Châtellerault, prince des Dombes, comte de Clermont, de la Marche, de Forez, de Gien, seigneur de Beaujeu, Connétable de France, dit le connétable de Bourbon, frère du précédent, marié en 1505 à Suzanne de Bourbon (1491 † 1521)

Après la défection du connétable de Bourbon, le comté de Montpensier est confisqué avec ses autres biens. Il est rendu et érigée en duché en 1539 en faveur de la sœur du connétable, Louise de Montpensier, auteur avec le prince de la Roche sur Yon de la seconde maison de Bourbon-Montpensier.

## Armoiries
Les comtes de la première maison de Bourbon-Montpensier ont principalement porté des armes de deux types : 
- 1428 - 1486 : De Bourbon, la bande brisée en chef d'un quartier d'Auvergne
- 1486 - 1505 : Écartelées de Bourbon et d'Auvergne

Louis de Montpensier (avant 1428) : de Bourbon, la bande engrêlée.
le même après 1428 : de Bourbon, la bande brisée en chef d'un quartier d'Auvergne.
Gilbert, Louis et Charles de Montpensier (avant 1505) : écartelées de Bourbon et d'Auvergne.
Charles de Montpensier, devenu également duc de Bourbon (1505-1527) : de Bourbon.

## Possessions

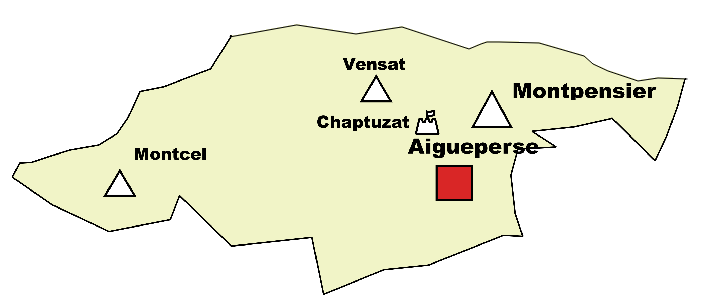
Comté de Montpensier

Liste non exhaustive des possessions tenues en nom propres ou en fief de la maison de Bourbon-Montpensier :
- château de Trévoux, à Trévoux (????-1523).